# 香港紅十字會醫院學校
香港紅十字會醫院學校（英語：Hong Kong Red Cross Hospital Schools）是香港紅十字會轄下的一系列特殊學校的統稱。
香港紅十字會醫院學校轄下共有25個單位，附設於各大醫院內，大部份來自各醫院兒科病房，亦設有精神科班，讓患有精神科疾病未能入學的兒童有機會接受教育。

## 歷史
香港紅十字會醫院學校為香港特別行政區教育局資助學校，隸屬於香港紅十字會，2010年8月31日成立香港紅十字會醫院學校法團校董會。香港紅十字會醫院學校創辦於1954年， 隨後亦陸續在各公立醫院投入服務。至今已有25個服務單位附設於20間醫院內。

## 學校一覽
| 學校名稱                           | 普通科 | 精神料 |
| 港島區                             |        |        |
| 東區尤德夫人那打素醫院紅十字會學校 |        |        |
| 根德公爵夫人兒童醫院紅十字會學校   |        |        |
| 瑪麗醫院紅十字會學校               |        |        |
| 九龍區                             |        |        |
| 廣華醫院紅十字會學校               |        |        |
| 基督教聯合醫院紅十字會學校         |        |        |
| 九龍醫院紅十字會學校               |        |        |
| 瑪嘉烈醫院紅十字會學校             |        |        |
| 明愛醫院紅十字會學校               |        |        |
| 伊利沙伯醫院紅十字會學校           |        |        |
| 油麻地兒童精神科中心紅十字會學校   |        |        |
| 新界區                             |        |        |
| 北區醫院紅十字會學校               |        |        |
| 將軍澳醫院紅十字會學校             |        |        |
| 葵涌醫院紅十字會學校               |        |        |
| 青山醫院紅十字會學校               |        |        |
| 仁濟醫院紅十字會學校               |        |        |
| 屯門醫院紅十字會學校               |        |        |
| 威爾斯親王醫院紅十字會學校         |        |        |
| 雅麗氏何妙齡那打素醫院紅十字會學校 |        |        |

## 外部連結
- 香港紅十字會醫院學校官方網站 （页面存档备份，存于）
- 家庭與學校合作事宜委員會相關網站 - 香港紅十字會醫院學校 （页面存档备份，存于）
- 香港紅十字會相關網站 - 香港紅十字會醫院學校